# Novocriniidae
Novocriniidae é uma família de crustáceos da ordem Harpacticoida.